# Округ Стодард (Мисури)
Стодард (енгл. Stoddard County) је округ у америчкој савезној држави Мисури.

## Демографија
По попису из 2010. године број становника је 29.968, што је 263 (0,9%) становника више него 2000. године.
| Група             | 2000.          | 2010.          |
| Белци             | 28.772 (96,9%) | 28.931 (96,5%) |
| Афроамериканци    | 270 (0,9%)     | 275 (0,9%)     |
| Азијати           | 28 (0,1%)      | 51 (0,2%)      |
| Хиспаноамериканци | 231 (0,8%)     | 356 (1,2%)     |
| Укупно            | 29.705         | 29.968         |